# Тамм, Хейко
Хейко Тамм (эст. Heiko Tamm; 18 марта 1987, Тарту) — эстонский футболист, центральный полузащитник.

## Биография
Начал играть на взрослом уровне в 2003 году в составе «Таммеки», выступавшей тогда в первой лиге, в первых двух сезонах сыграл за основной состав клуба только по одному матчу. В 2005 году вместе со своим клубом дебютировал в высшем дивизионе Эстонии и с того же года стал основным игроком команды. Выступал за клуб из Тарту до 2013 года (в 2006—2008 годах клуб носил название «Мааг-Таммека»).
В 2014 году перешёл в «Левадию», сыграл за сезон 15 матчей в чемпионате и стал чемпионом Эстонии. Также принял участие в финальном матче Кубка Эстонии, в котором таллинский клуб обыграл «Сантос» из Тарту 4:0, и забил один из голов. Стал автором победного гола на 93-й минуте матча предварительного раунда Лиги чемпионов в ворота сан-маринской «Ла Фиориты» (1:0).
В начале 2015 года вернулся в «Таммеку», однако, сыграв всего 10 матчей за сезон, завершил профессиональную карьеру. В общей сложности за «Таммеку» сыграл более 250 матчей в чемпионате Эстонии, а во всех турнирах — более 280.

## Достижения
- Чемпион Эстонии: 2014
- Обладатель Кубка Эстонии: 2014
- Финалист Кубка Эстонии: 2008